# Championnats panaméricains d'escrime 2014
Navigation
Édition précédente Édition suivante
Les 9es championnats panaméricains d'escrime se déroulent à San José au Costa Rica du 1 au 6 juin 2014.

## Médaillés
| Épreuves                               | Or                                                                                                 | Argent                                                                                     | Bronze                                                                              |
| -------------------------------------- | -------------------------------------------------------------------------------------------------- | ------------------------------------------------------------------------------------------ | ----------------------------------------------------------------------------------- |
| Épée                                   | |                                                                                            |                                                                                     |
| Hommes individuel résultats détaillés  | Francisco Limardo                                                                                  | Nicolas Ferreira                                                                           | Kelvin Caña Jason Pryor                                                             |
| Hommes par équipes résultats détaillés | Cuba- Fidel Ferret Ferrer - Reynier Henriquez Ortiz - Ringo Quintero Alvarez - Yunior Reytor Venet | Canada- Pascal Heidecker - Vincent Pelletier - Marc-André LeBlanc - Hugues Boisvert-Simard | États-Unis- Jason Pryor - Adam Watson - Jonathan Yergler - Andras Horanyi           |
| Femmes individuel résultats détaillés  | Courtney Hurley                                                                                    | Katharine Holmes                                                                           | Isabel Di Tella Anna Van Brummen                                                    |
| Femmes par équipes résultats détaillés | États-Unis- Courtney Hurley - Amanda Sirico - Kelley Hurley - Katharine Holmes                     | Venezuela- Lizzie Asis - Eliana Lugo - Maria Martinez - Dayana Martinez                    | Brésil- Cleia Guilhon - Rayssa Costa - Amanda Simeão - Nathalie Moellhausen         |
| Fleuret                                | |                                                                                            |                                                                                     |
| Hommes individuel résultats détaillés  | Gerek Meinhardt                                                                                    | Alexander Massialas                                                                        | Felipe Guillermo Saucedo Guilherme Toldo                                            |
| Hommes par équipes résultats détaillés | États-Unis- Race Imboden - Gerek Meinhardt - David Willette - Miles Chamley-Watson                 | Canada- Anthony Prymack - Eli Schenkel - Maximilien Van Haaster - Étienne Lalonde Turbide  | Brésil- Ghislain Perrier - Fernando Scavasin - Guilherme Toldo - Joao Antonio Souza |
| Femmes individuel résultats détaillés  | Lee Kiefer                                                                                         | Kelleigh Ryan                                                                              | Isis Giménez Nzingha Prescod                                                        |
| Femmes par équipes résultats détaillés | États-Unis- Nicole Ross - Sabrina Massialas - Lee Kiefer - Nzingha Prescod                         | Canada- Eleanor Harvey - Alanna Goldie - Shannon Comerford                                 | Venezuela- Liz Rivero - Emiliana Rivero - Yulitza Suárez - Isis Gimenez             |
| Sabre                                  | |                                                                                            |                                                                                     |
| Hommes individuel résultats détaillés  | Eli Dershwitz                                                                                      | Philippe Beaudry                                                                           | Renzo Agresta Daryl Homer                                                           |
| Hommes par équipes résultats détaillés | États-Unis- Andrew Fischl - Peter Souders - Jeff Spear - Andrew Mackiewicz                         | Canada- Fares Arfa - Philippe Beaudry - Shaul Gordon - Joseph Polossifakis                 | Mexique- Julian Ayala - Hector Florencia - Eduardo Lara - Adrian Acuña Ramirez      |
| Femmes individuel résultats détaillés  | María Belén Pérez Maurice                                                                          | Mariel Zagunis                                                                             | Ibtihaj Muhammad Dagmara Wozniak                                                    |
| Femmes par équipes résultats détaillés | États-Unis- Ibtihaj Muhammad - Mariel Zagunis - Dagmara Wozniak - Anne-Elizabeth Stone             | Mexique- Vanessa Infante - Julieta Toledo - Tania Arrayales                                | Argentine- María Alicia Perroni - Adriana Attar Cohen - María Belén Pérez Maurice   |

## Tableau des médailles
| Rang  | Nation     | Or | Argent | Bronze | Total |
| ----- | ---------- | -- | ------ | ------ | ----- |
| 1     | États-Unis | 9  | 3      | 7      | 19    |
| 2     | Venezuela  | 1  | 1      | 3      | 5     |
| 3     | Argentine  | 1  | 0      | 3      | 4     |
| 4     | Cuba       | 1  | 0      | 0      | 1     |
| 5     | Canada     | 0  | 6      | 0      | 6     |
| 6     | Brésil     | 0  | 1      | 4      | 5     |
| 7     | Mexique    | 0  | 1      | 1      | 2     |
| Total | Total      | 12 | 12     | 18     | 42    |